# Delta T
Delta T, ΔT, o DT es la diferencia de tiempo obtenida al restar el Tiempo Universal del Tiempo Terrestre.
El tiempo universal (UT) es una escala de tiempo basada en el periodo de rotación de la Tierra. Debido a que, incluso a corto plazo, aquel es un tanto irregular, cualquier medida de tiempo basada en UT no puede tener una exactitud mayor de 1:108. Es de suponer que en largos lapsos de tiempo este efecto se vería muy acentuado. Durante siglos, el fenómeno de fricción de marea ha ido ralentizando la velocidad de rotación de la Tierra tal que la duración del día ha ido aumentando a un ritmo de 2,3 milisegundos/siglo. Sin embargo, la descongelación del hielo continental a finales de la Edad del Hielo supuso una disminución del peso que soportaban las placas terrestres que se encontraban debajo, de modo que estas sufrieron un movimiento de rebote isostático hacia las regiones polares que continúa hasta el presente. Para asegurar la conservación del momento angular de rotación planetaria, este fenómeno ha provocado una aceleración del índice de rotación de la tierra en 0,6 milisegundos/siglo. Con una simple operación aritmética se comprueba que la aceleración de marea neta o el cambio en la duración del día solar medio (LOD) actual pasa a ser de +1,7 milisegundos/siglo (con un error de ±0,05 ms/siglo).
El tiempo terrestre (TT) es una escala de tiempo uniforme basada en el Tiempo Atómico Internacional (TAI), corregida para hacerla equivalente al tiempo de efemérides (ET), ya obsoleto, al agregarle 32,1840 segundos (TT = TAI + 32,1840 s). ET se identifica con la variable independiente del tiempo en las Tablas del Sol de Simon Newcomb, que fueron usadas como base de todos los calendarios astronómicos entre 1900 y 1983. En realidad ET correspondía al tiempo solar promedio entre los años 1750 y 1890, ya que ese fue el período durante el cual se realizaron las observaciones para construir aquellas tablas. TAI, y por lo tanto también TT, es estrictamente uniforme (cada segundo es igual a los demás segundos) con una exactitud de casi los 1:1014.
Con el propósito de calcular el tiempo, se integra la velocidad de rotación de la Tierra respecto a su posición angular (específicamente, la orientación del meridiano de Greenwich respecto a un sol ficticio promedio). Aplicando el anterior valor, +1,7 milisegundos/siglo, y centrando la parábola resultante en 1820 (el año central del periodo 1750-1890), se llega para cada año, en una primera aproximación, a un valor de ΔT en segundos como función del año (variable a) según:
Durante la historia, los valores de ΔT se comenzaron a calcular a partir del estudio de los eclipses solares, obteniéndose alrededor de +16800 segundos para el año −500, +10600 segundos para el 0, +5700 segundos para el 500, +1600 segundos para el 1000 y +180 segundos para el 1500.  Después de la invención del telescopio, las medidas fueron hechas a partir de la observación de las estrellas cuando son ocultadas por la Luna. El valor de ΔT continuó disminuyendo hasta estabilizarse en los +11±6 segundos entre 1680 y 1866. Durante las tres décadas inmediatamente anteriores a 1902 tomó un valor negativo, alcanzando un mínimo de −6,64 segundos. A partir de entonces aumentó hasta los +63,83 segundos en el año 2000. Al corresponder a una función de segundo grado, ΔT continuará creciendo mientras recorre la parábola correspondiente. Este crecimiento requerirá prosesivamente un mayor número de segundos intercalares al UTC, cuando la diferencia entre este y UT1 sea de un segundo. Físicamente, se comprueba que el meridiano de Greenwich respecto al tiempo universal está casi siempre al Este del mismo respecto al tiempo terrestre. Tomando el valor de ΔT para la Tierra en el año −500, +16800 segundos o 4 2/3 horas, corresponderá a 70°E. Lo que implica que aquella, por su mayor velocidad de rotación, sufriría un eclipse solar total 70° al Este respecto de la localización calculada usando el TT uniforme.
Todos los valores de ΔT calculados antes de que 1955 dependían de las observaciones de la luna, a través de eclipses u ocultaciones. La conservación del momento angular en el sistema Tierra-Luna requiere que el momento angular perdido por la Tierra debido a la fricción de las mareas se esté transfiriendo a la luna, incrementando su momento angular, lo que implica asimismo que el brazo del momento (su distancia a la Tierra) esté aumentado. Debido a la tercera de las Leyes de Kepler del movimiento planetario, la Luna girará alrededor de la Tierra a menor velocidad. Los valores citados de ΔT permiten determinar una aceleración lunar de Γ = −26"/siglo², valor muy cercano a la estimación de Γ en el 2002, correspondiente a −25.858±0.003"/siglo². Por tanto, no será necesario recalcular ΔT a pesar de la imprevisibilidad de la rotación del planeta. UT se basa en la orientación de la Tierra observada respecto a un marco inercial de referencia formado por fuentes de radio extra-galácticas, modificadas por la relación entre el tiempo sideral y el tiempo solar. Esta medida es realizada por el International Earth Rotation and Reference Systems Service (IERS).